# Nina Davuluri
Nina Davuluri (telugu:నీనా దావులురి), född 20 april 1989 i Syracuse, New York,  USA är Miss America 2014. Hon är den första segraren av Miss America-tävlingen som är av indisk härkomst.